# Пам'ятник Тарасові Шевченку (Луганськ)
Пам'ятник Тарасові Шевченку — пам'ятка монументального мистецтва місцевого значення у Луганську на площі Героїв Великої Вітчизняної війни у центрі міста. Автор пам'ятника — скульптор Іван Чумак. Пам'ятник вважався традиційним місцем проведення акцій луганських патріотів.

## Опис
Пам'ятник Тарасові Шевченку являє собою бронзову скульптуру висотою 5,5 м та вагою 5 т. Скульптура за задумом автора монументу зображує Тараса Шевченка у віці 40-45 років. Пам'ятник було відлито на Київському художньо-промисловому комбінаті.
За задумом автора проєкту Івана Чумака скульптура Тараса Шевченка мала бути встановлена на високому постаменті із граніту, однак, через брак коштів пам'ятник встановили на низенькій мармуровій плиті, придбаному в того ж Київського художньо-промислового комбінату. У 2004 році голова Луганської ОДА Олександр Єфремов обіцяв Іванові Чумаку встановити скульптуру на високому постаменті відповідно до проєкту.

## Історія
Луганський міський виконавчий комітет у травні 1992 року ухвалив рішення про встановлення пам'ятника Тарасові Шевченку на Червоній площі міста. 1995 року було оголошено конкурс проєктів пам'ятника, у якому за результатами двох турів перемогла робота Івана Чумака. Через особливості проєкту Чумака та через геологічні особливості Червоної площі, майбутній пам'ятник було неможливо там встановити, тому у березні 1996 році Луганська міська рада новим рішенням визначила площу Героїв Великої Вітчизняної війни новим місцем для пам'ятника.
Того ж року Луганська міська рада відкрила банківський рахунок для збору пожертв на пам'ятник, куди було перераховано 20 тисяч гривень спонсорських коштів та 10 тисяч гривень від Одеської міської ради, яких було недостатньо для його створення. У свою чергу Луганське обласне Братство шанувальників творчості Тараса Шевченка відкрило власний рахунок, куди було перераховано 50 тисяч доларів від української діаспори США та Канади, зокрема, від Світового Конґресу Українців та Василя Іваницького.
Створення пам'ятника проходило протягом 1997 року у Києві у бункері художньо-промислового комбінату, де через незадовільні умови роботи Іван Чумак захворів на рак, що стало причиною його смерті. Для заощадження часу і коштів макет скульптури створювався з гіпсу, а не з глини. По завершенні роботи у 1998 році Луганська міськрада відмовилась виплачувати гонорар скульптору через «відсутності юридичних підстав для легальної виплати гонорару». На початку 2004 року Іван Чумак подав до суду на Луганську міськраду з вимогою погашення боргу за роботу над пам'ятником; 19 березня 2004 року, за кілька годин до смерті скульптора, суд постановив задовольнити його вимоги.
Встановлення пам'ятника відбулося 22 травня 1998 року у дні всеукраїнського свята на честь поета «В сім'ї вольній, новій». Проти встановлення пам'ятника у місті виступали місцеві члени Комуністичної партії України та проросійські активісти. Основною причиною протесту стали чутки, що площу Героїв Великої Вітчизняної війни після встановлення пам'ятника перейменують на площу імені Тараса Шевченка.
З моменту початку російської окупації місцевими проросійськими діячами неодноразова висувалась ідея знесення пам'ятника Тарасу Шевченку або його заміну іншим монументом, проте так зване «керівництво ЛНР» таку ідею відкинуло.

## Галерея

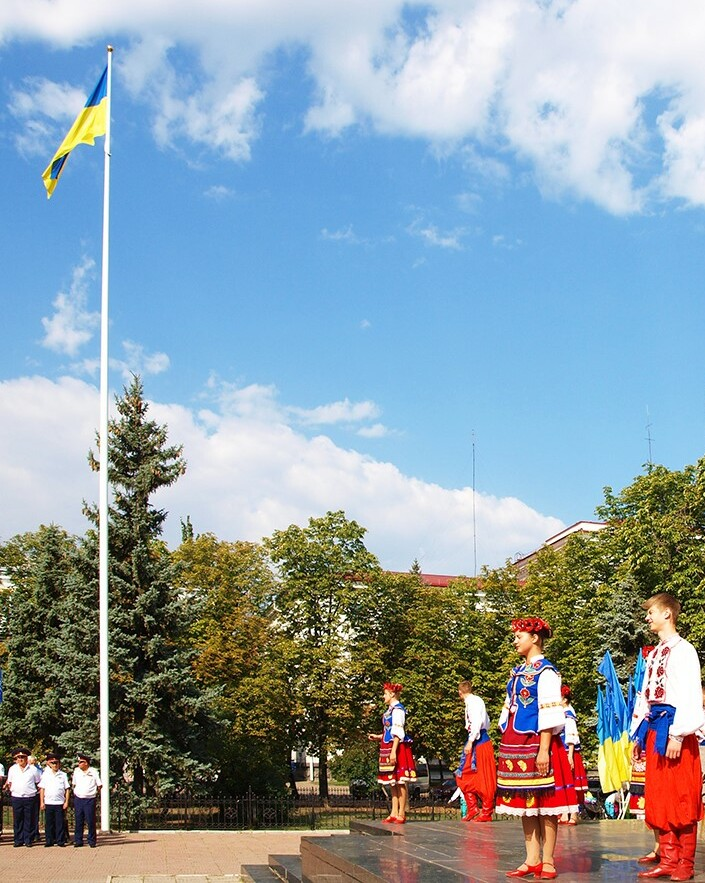
Святкування Дня незалежності України
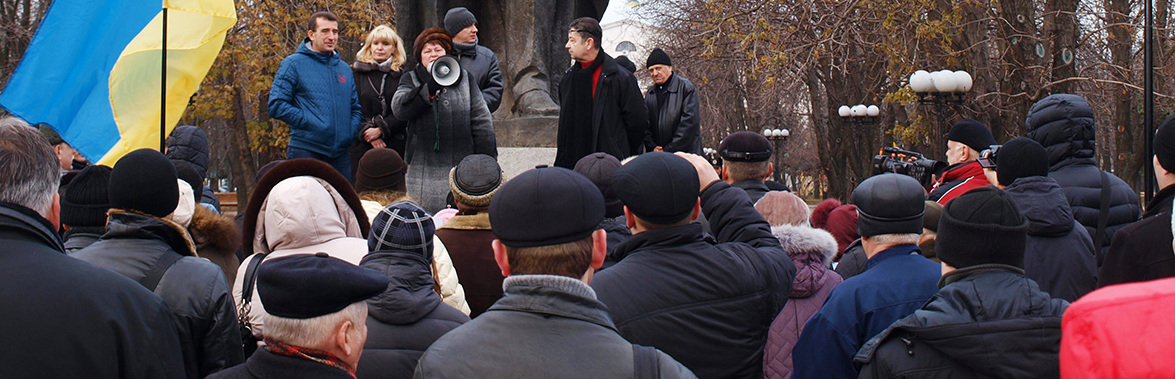
Луганський Євромайдан біля пам'ятника